# Physocephala burgessi
Physocephala burgessi är en tvåvingeart som först beskrevs av Samuel Wendell Williston  1882.  Physocephala burgessi ingår i släktet Physocephala och familjen stekelflugor. Inga underarter finns listade i Catalogue of Life.